# Or ‘Aqiva
Or ‘Aqiva (hebreiska: אור עקיבא) är en ort i Israel.   Den ligger i distriktet Haifa, i den norra delen av landet. Or ‘Aqiva ligger 17 meter över havet och antalet invånare är 15 800.
Terrängen runt Or ‘Aqiva är platt. Havet är nära Or ‘Aqiva åt nordväst.Runt Or ‘Aqiva är det tätbefolkat, med 570 invånare per kvadratkilometer. Närmaste större samhälle är Hadera, 7,3 km söder om Or ‘Aqiva. Trakten runt Or ‘Aqiva består till största delen av jordbruksmark.